# Fabio Grobart
Fabio Grobart nació en Trzcianka, a unos 40 km de Bialystok , Polonia, el 30 de agosto de 1905 y murió el 21 de octubre de 1994 en Cuba. Su nombre de nacimiento era Abraham Grobart, también conocido como Abraham Simjovitch y Antonio Blanco. Fue uno de los fundadores del primer Partido Comunista de Cuba en 1925.[cita requerida]

## Biografía

### Polonia
Era un judío askenazi. Ingresó en la Liga Juvenil Comunista de Polonia, y debido a sus actividades políticas es posible que fuese condenado a muerte, y por eso tuvo que emigrar de Polonia en 1922 a otros países europeos, incluida Alemania, y después viajó a Cuba.

### Cuba
Fabio Grobart llegó a Cuba en 1924, y uno de sus trabajos fue como ayudante de sastre. Tuvo hijos. Fue uno de los fundadores del Partido Comunista cubano en 1925, "y durante décadas fue un ideólogo del partido y el hombre que introdujo a Castro en las reuniones del partido". Después de 1959 Grobart fue un miembro del Comité Central del gobernante Partido Comunista de Cuba y miembro del Parlamento cubano. De acuerdo con Boris Kozolchyk. En la década de 1960 dirigió la publicación Cuba Socialista, y fue un guía ideológico importante del Partido Comunista cubano. En sus últimos años fue considerado el historiador de ese partido.
Abraham fue una “gran eminencia gris” de la historia cubana y es más comúnmente conocido como Fabio Grobart; Fabio siendo una referencia para el cónsul romano y estratega de guerrilla Quinto Fabio Máximo llamado "Cunctator (el retardador)", y por lo tanto del socialismo fabiano.

#### Microfracción
El trasfondo real de Grobart no se conoce claramente, y es objeto de controversia. Por ejemplo, durante el Caso de la microfracción, en el que los "viejos" comunistas supuestamente trataron de derrocar o por lo menos controlar el gobierno de Fidel Castro, Grobart estuvo implicado necesariamente. Sin embargo, esta misma fuente no proporciona ninguna mención de Grobart, ni de las acciones a favor o en contra de este argumento muy importante. es más detallado, puesto que específica una fecha algo anterior, este autor afirma que Aníbal Escalante, el hijo de un luchador por la independencia cubana de alto rango que luchó bajo el mando de Calixto García, fue acusado de la trama. Raffe acreditó que Grobart apoyaba a Castro. Escalante fue exiliado a Praga y el embajador de la Unión Soviética (URSS) Kondriatsev fue enviado a casa desde Cuba. Al parecer, este esfuerzo por salvar a Castro fue apoyado por el jefe de Seguridad de Castro, el temido "Barba Roja" Manuel Piñeiro. Las personas acusadas de ser co-conspiradores fueron encarcelados.

## Importancia
Fabio Grobart fue considerado durante mucho tiempo :

"... tal vez el más alto representante de clasificación de la Tercera Internacional en Cuba en ese momento"

Sin embargo, la importancia Grobart en la fundación del partido comunista cubano fue reconocido por Fidel Castro, el think tank Rand, y los expertos en Historia de los judíos, como Moisés Asís, quien afirma que :

"En 1925, había 8.000 judíos en Cuba (unos 2.700 sefardíes,5200 ashkenazis , y 100 americanos ).
Moisés Asís, Judaismo en Cuba

Cuatro judíos Ashkenazi se encontraban en el pequeño grupo que fundó el primer Partido Comunista de Cuba en 1925: Grimberg, Vasserman, Simjovich alias Grobart, y Gurbich. Se opusieron a la vida religiosa y comunitaria de los otros judíos ".
Se ha afirmado que Grobart reclutó a Fidel Castro como un agente en 1948.
Aunque el partido que Grobart ayudó a fundar, no fue el primer partido comunista cubano, se considera como tal por el actual gobierno cubano. El primer comunista cubano era bien conocido Pablo Lafargue , nacido en Santiago de Cuba en 1847. Lafargue fue a Europa, se convirtió en un discípulo de Karl Marx, se casó con una de las hijas de Marx, se convirtió en un miembro muy importante de las Internacionales Socialistas, y ayudó a fundar el Partido de los Trabajadores de Francia en 1882. Lafargue y su esposa se suicidaron. El Partido Comunista original de Cuba parece haber surgido a principios del siglo XX en la ciudad oriental de Manzanillo.

## Eventos biográficos de la vida de Grobart
- Nació en Polonia el 30 de agosto de 1905
- Huye de Polonia (1922)
- Arriba a Cuba (1924)
- Funda el primer Partido Comunista Cubano (1925) junto a Julio Antonio Mella, y otras 14 personas.
- Expulsado de Cuba por el gobierno de Gerardo Machado en los años 1930s
- Regresa a Cuba en 1933 o 1934 con un pasaporte falso
- Obtiene la ciudadanía cubana en 1936
- Alianza (1939-1944) con Fulgencio Batista como miembro del partido comunista
- Expulsado por el gobierno de Carlos Prío Socarrás en 1948
- Vivió en Praga con el nombre Antonio Blanco
- Es posible que haya tenido tuberculosis
- Es visitado por Raúl Castro y el Che Guevara, y regresa a Cuba a apoyar a Fidel Castro en 1959
- Apoya a Fidel Castro en la Microfracción en los 1960s.

## Muerte
Murió en Cuba el 22 de octubre de 1994.